# Hellings Mwakasungula
Hellings Mwakasungula (Lilongué, 5 de maio de 1980) é um futebolista malauiano que atua como meia-defensor.

## Carreira
Hellings Mwakasungula representou o elenco da Seleção Malauiana de Futebol no Campeonato Africano das Nações de 2010.